# Shion Tsuji
Shion Tsuji (辻　詩音) es una cantante japonesa. Nació el 10 de enero de 1990.

## Historia
Shion Tsuji empezó escribiendo poemas y canciones desde muy joven, pero no fue hasta los 15 años de edad que empezó a tocar la guitarra y estudiar música. Simultáneamente, deja los estudios en la secundaria y se traslada a Tokio para perseguir su sueño de convertirse en una cantante.
Shion ganó un concurso con la canción "Candy Kicks", con la que logró atraer la atención de la disquera Sony Music y firmar un contrato con la filial DefSTAR Records, con la que lanzó su primer sencillo titulado "Candy Kicks", Su segundo sencillo, titulado "Sky Chord ~Otona ni Naru Kimi He~", fue utilizado como ending en la serie Bleach. Se dice que la canción cuenta las experiencias vividas por la joven durante el transcurso de su secundaria. Ahora su sencillo "Ai ga Hoshii Yo" es el primer ending de Soul Eater Repeat Show.

## Singles
- Candy Kicks (12 de noviembre de 2008)
- Sky chord ~otona ni naru kun he~ (25 de febrero de 2009)
- M/elody (5 de agosto de 2009)
- Hoshii mono (28 de octubre de 2009)
- Ai ga Hoshii Yo (9 de marzo de 2011)
- 名前もしらない君に (fecha desconocida)
- レインソング (fecha desconocida)